# Гејлсбург (Мичиген)
Гејлсбург (Мичиген) (енгл. Galesburg) град је у америчкој савезној држави Мичиген. По попису становништва из 2010. у њему је живело 2.009 становника.

## Демографија
Према попису становништва из 2010. у граду је живело 2.009 становника, што је 21 (1,1%) становника више него 2000. године.
| Група             | 2000.         | 2010.         |
| Белци             | 1.908 (96,0%) | 1.855 (92,3%) |
| Афроамериканци    | 19 (1,0%)     | 49 (2,4%)     |
| Азијати           | 3 (0,2%)      | 7 (0,3%)      |
| Хиспаноамериканци | 23 (1,2%)     | 49 (2,4%)     |
| Укупно            | 1.988         | 2.009         |